# Widumwäldlegraben
Der Widumwäldlegraben ist ein linker Zufluss der Umlach bei Eberhardzell im Landkreis Biberach in Baden-Württemberg.

## Lage
Der Widumwäldlegraben liegt südöstlich von Eberhardzell. Geografisch gehört er zum Naturraum Riß-Aitrach-Platten (Nr. 41) der Großlandschaft Donau-Iller-Lech-Platte (Nr. 4). Der Widumwäldlegraben liegt im Gewässereinzugsgebiet der Umlach, die über Riß und Donau ins Schwarze Meer entwässert.

## Verlauf
Die Quelle des Widumwäldlegrabens liegt etwa 230 Meter nordwestlich der Einöde Klotzenhof, die am Ostrand von Eberhardzell liegt. 
Die ersten Meter fließt der Graben in Richtung Südosten auf den Klotzenhof zu, bevor er in einer engen Kurve nach Südwesten abzweigt und zur Landesstraße L 306 fließt. Nach der Querung der Straße verläuft er nach Süden, am Westrand des Waibelhofs vorbei. Am Waldrand macht er nun eine Südostbiegung und fließt in einer kleinen Waldlücke in den Wald hinein. 
Nach rund 100 Metern beschreibt er einen Bogen und fließt in Richtung Osten zur Kreisstraße K 7569. Nachdem er diese Straße überquert hat, fließt er unter dem nördlich gelegenen landwirtschaftlichen Betrieb hindurch und nach weiteren etwa 130 Metern mündet der Widumwäldlegraben im Bereich der Fluren Adler und Buchfink in die Umlach.

## Biotope

### Feldgehölz und Hecke südwestlich Eberhardzell
Das Biotop Feldgehölz und Hecke südwestlich Eberhardzell (Biotop-Nr.: 180244260318) ist ein nach Naturschutzgesetz geschütztes Feldgehölz und eine Feldhecke. Auf knapp 0,1 Hektar umfasst es Heckenstreifen an Böschungen und Feldgehölz in einer ehemaligen Entnahmestelle. Es ist von lokaler Bedeutung als naturnahes Element in der ausgeräumten Feldflur.

### Hangwald NW Kappel
Das Biotop Hangwald NW Kappel (Biotop-Nr.: 280244261339) ist ein vielfältig geschützter Bereich in Eberhardzell. Es ist nach BNatSchG als offene Felsbildung, Feldhecke und Feldgehölz sowie nach LWaldG als Tobel und Klinge im Wald ausgewiesen. Das etwa 0,42 Hektar große Biotop ist ein sehr gut strukturierter, artenreicher Hangwald an einer steilen Böschung einer ehemaligen Kiesgrube. Er besteht aus Laubgehölzen wie Eiche, Buche und Esche. Bemerkenswert sind die erhaltenen, unbewachsenen Nagelfluh-Felswände.